# Comatacta variegata
Comatacta variegata là một loài ruồi trong họ Tachinidae.